# Gorgasia
Gorgasia is een geslacht van straalvinnige vissen uit de familie van de zeepalingen (Congridae). Het geslacht is voor het eerst wetenschappelijk beschreven in 1923 door Meek & Hildebrand.

## Soorten
- Gorgasia barnesi Robison & Lancraft, 1984
- Gorgasia cotroneii (D'Ancona, 1928)
- Gorgasia galzini Castle & Randall, 1999
- Gorgasia hawaiiensis Randall & Chess, 1980
- Gorgasia inferomaculata (Blache, 1977)
- Gorgasia japonica Abe, Miki & Asai, 1977
- Gorgasia klausewitzi Quéro & Saldanha, 1995
- Gorgasia maculata Klausewitz & Eibl-Eibesfeldt, 1959
- Gorgasia naeocepaea (Böhlke, 1951)
- Gorgasia preclara Böhlke & Randall, 1981
- Gorgasia punctata Meek & Hildebrand, 1923
- Gorgasia sillneri Klausewitz, 1962
- Gorgasia taiwanensis Shao, 1990
- Gorgasia thamani Greenfield & Niesz, 2004